# Julius Baer Group
Julius Bär Group, «Группа Юлиус Бэр» — швейцарский банк, специализирующийся на частном банкинге и управлении активами. Штаб-квартира расположена в Цюрихе (Швейцария).

## История
Банк был основан в Цюрихе в 1890 году под названием Hirschhorn & Grob. В 1896 году к этому партнёрству банкиров присоединился 39-летний Юлиус Бэр, и его название было изменено на Hirschhorn, Uhl & Baer. После смерти в 1901 году главного партнёра Луиса Хиршхорна банк попал под полный контроль Бэра и был переименован в Julius Baer & Co. В том же году банк приобрёл брокерское место на фондовой бирже Цюриха. В 1913 году в банке начал работать сын Юлиуса Вальтер Бэр, после смерти отца в 1922 году он возглавил банк. В 1934 году Вальтер Бэр стал основателем Ассоциации частных банкиров Швейцарии. В 1940 году на случай немецкой оккупации Швейцарии часть операций была перенесена в Нью-Йорк, где была создана дочерняя компания Baer Custodian Corporation (семья Бэр была еврейской). В 1962 году также в Нью-Йорке была основана компания по операциям с ценными бумагами Baer Securities Corporation. В 1966 году был открыт филиал в Мексике (Baer Mexicana), а через два года — в Великобритании (Julius Baer International Ltd). В 1970 году банком был основан его первый инвестиционный фонд Baerbond; в этом году руководство перешло к третьему поколению Бэров, Николасу Бэру. В 1974 году был создан офшорный филиал Baerbank (Overseas) Ltd. на Каймановых островах. В 1975 году председателем банка стал Ханс Бэр. В 1978 году был открыт офис в Сан-Франциско, а в 1980 году создана ещё одна дочерняя компания в Лондоне, Julius Baer Investments. Также в 1980 году акции банка были размещены на Цюрихской фондовой бирже. В 1984 году в Нью-Йорке было открыто банковское отделение, а в следующем году — представительство в Гонконге.
На конец 1980-х годов Julius Baer оставался небольшим банком, с активами под управлением 1,5 млрд долларов он не входил даже в двадцатку крупнейших в Швейцарии. В начале 1990-х годов банк начал наращивать присутствие в Северной Америке, ориентируясь там на тех, кто ценил надёжность и конфиденциальность швейцарских банков. Уже к 1993 году активы под управлением достигли 32 млрд долларов. В 1989 году был основан дочерний банк в Германии Bank Julius Bär (Deutschland) AG, а также открыты филиалы в европейских офшорных юрисдикциях — Нормандских островах, Люксембурге и Монако. В 1996 году был куплен контрольный пакет акций базировавшегося в Люцерне банка Falck & Co., в 1998 году он был полностью поглощён. На рубеже веков были открыты офисы в Париже, Стокгольме, Милане, Амстердаме, Вене, Мадриде и ряде городов Швейцарии, активы под управлением достигли 80 млрд долларов. В 2002 году во главе банка стал представитель четвёртого поколения, Раймонд Бэр.
В 2005 году у UBS были куплены пять частных банков и компания по управлению частным капиталом GAM; это существенно увеличило присутствие Julius Bär в Азии. В 2012 году у Bank of America было куплено подразделение управления частным капиталом Merrill Lynch.

## Собственники и руководство
Крупнейшими акционерами являются американские инвестиционные компании:
- MFS Investment Management — 9,98 %
- BlackRock Inc. — 5,06 %
- Wellington Management Group LLP — 4,95 %
- T. Rowe Price Associates Inc. — 3,18 %
- UBS Fund Management (Switzerland) AG — 3,09 %[5]

## Деятельность
Выручка за 2020 год составила 3,58 млрд швейцарских франков, из них 2,25 млрд пришлось на комиссионный доход, 0,62 млрд на чистый процентный доход. Активы на конец года составили 109 млрд, из них 47 млрд составили выданные кредиты, 14,5 млрд — наличные. Вклады клиентов составили 79 млрд франков, активы под управлением — 433,7 млрд франков.
Подразделения сформированы по географическому принципу:
- Швейцария — выручка 2,01 млрд франков;
- остальная Европа — выручка 0,7 млрд франков;
- Америка — выручка 75 млн франков;
- Азия — выручка 1,01 млрд франков[1].

| Год                    | 2009  | 2010  | 2011  | 2012  | 2013  | 2014  | 2015  | 2016  | 2017  | 2018  | 2019  | 2020  |
| ---------------------- | ----- | ----- | ----- | ----- | ----- | ----- | ----- | ----- | ----- | ----- | ----- | ----- |
| Выручка                | 1,587 | 1,794 | 1,753 | 1,737 | 2,195 | 2,547 | 2,694 | 2,852 | 3,252 | 3,368 | 3,383 | 3,583 |
| Чистая прибыль         | 0,389 | 0,353 | 0,258 | 0,298 | 0,188 | 0,367 | 0,123 | 0,622 | 0,716 | 0,735 | 0,465 | 0,699 |
| Активы                 | 42,73 | 46,29 | 52,93 | 54,87 | 72,52 | 82,23 | 84,12 | 96,21 | 97,92 | 102,9 | 102,0 | 109,1 |
| Собственный капитал    | 4,192 | 4,484 | 4,310 | 4,874 | 5,039 | 5,338 | 4,942 | 5,354 | 5,854 | 6,042 | 6,189 | 6,434 |
| Активы под управлением | 153,6 | 169,7 | 170,3 | 189,3 | 254,4 | 290,6 | 299,7 | 336,2 | 388,4 | 382,1 | 426,1 | 433,7 |

## Дочерние компании
Основные составляющие группы на 2020 год:
- Bank Julius Baer & Co. Ltd. (Цюрих); отделения имеются в следующих городах: Базель, Берн, Кранс-Монтана, Женева, Лозанна, Люцерн, Лугано, Сьон, Санкт-Галлен, Санкт-Мориц, Вербьер, Гернси, Гонконг, Сингапур; представительства: Абу-Даби, Богота, Стамбул, Иоганнесбург, Мехико, Сантьяго-де-Чили, Шанхай, Тель-Авив.
- Bank Julius Baer Nominees (Singapore) Pte. Ltd. (Сингапур)
- Bank Julius Bär Deutschland AG (Франкфурт)
- Julius Bär Capital GmbH (Франкфурт)
- Bank Julius Baer Europe S.A. (Люксембург, отделение в Дублине)
- Bank Julius Baer (Monaco) S.A.M. (Монако)
- Fransad Gestion SA (Женева)
- JB Funding (Hong Kong) Limited (Гонконг)
- JB Participations Ltd. (Цюрих)
- Julius Baer Brasil Consultoria de Valores Mobiliários Ltda. (Сан-Паулу)
- Julius Baer Advisory S.A.E. (Каир)
- Julius Baer Advisory (Uruguay) S.A. (Монтевидео)
- Julius Baer Agencia de Valores, S.A.U. (Мадрид)
- Julius Baer (Chile) SpA (Сантьяго-де-Чили)
- Julius Baer CIS Ltd. (Москва)
- Julius Baer Family Office & Trust Ltd. (Цюрих)
- Julius Baer Family Office Brasil Gestão de Patrimônio Ltda. (Сан-Паулу)
- Julius Baer Fiduciaria S.p.A. (Милан)
- Julius Baer Financial Services (Channel Islands) Limited (Джерси)
- Julius Baer Financial Services (Israel) Ltd. (Тель-Авив)
- Julius Baer Gestión, SGIIC, S.A.U. (Мадрид)
- Julius Baer International Advisory (Uruguay) S.A. (Монтевидео)
- Julius Baer International Limited (Лондон)